# Palaeopatasson
Palaeopatasson is een geslacht van vliesvleugeligen uit de familie Mymaridae. De wetenschappelijke naam van dit geslacht is voor het eerst geldig gepubliceerd in 1986 door Witsack.

## Soorten
Het geslacht Palaeopatasson is monotypisch en omvat slechts de volgende soort:
- Palaeopatasson grollei Witsack, 1986